# Náchod
Náchod (en allemand : Nachod) est une ville de la région de Hradec Králové, en Tchéquie, et le chef-lieu du district de Náchod. Sa population s'élevait à 19 827 habitants en 2025.

## Géographie
Náchod est arrosée par la rivière Metuje, un affluent gauche de l'Elbe, et se trouve près de la frontière polonaise, à 34 km au nord-est de Hradec Králové et à 129 km à l'est-nord-est de Prague.
La commune est limitée par Horní Radechová et Velké Poříčí au nord, par la Pologne à l'est, par Česká Čermná au sud-est, par Jestřebí et Přibyslav au sud, et par Provodov-Šonov, Vysokov, Kramolna et Dolní Radechová à l'ouest.

## Histoire
La localité est mentionnée pour la première fois dans la Chronica Boemorum, qui date de 1119-1125, de Cosmas de Prague. Elle aurait fait partie du domaine de la famille des Slavníkovci (Slavnikides), puissante rivale des Přemyslides, et dont le représentant le plus connu est Adalbert de Prague (955-997).

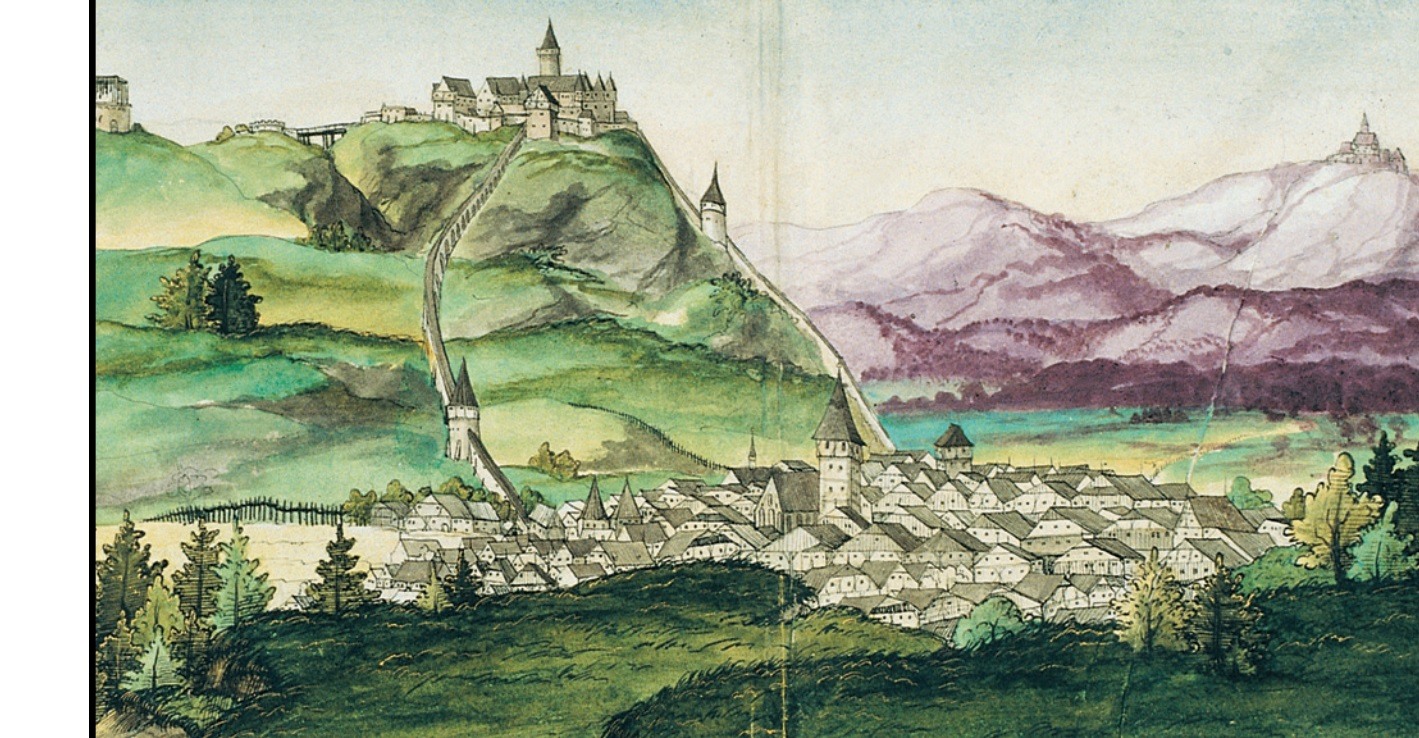
Vue de Náchod en 1563.
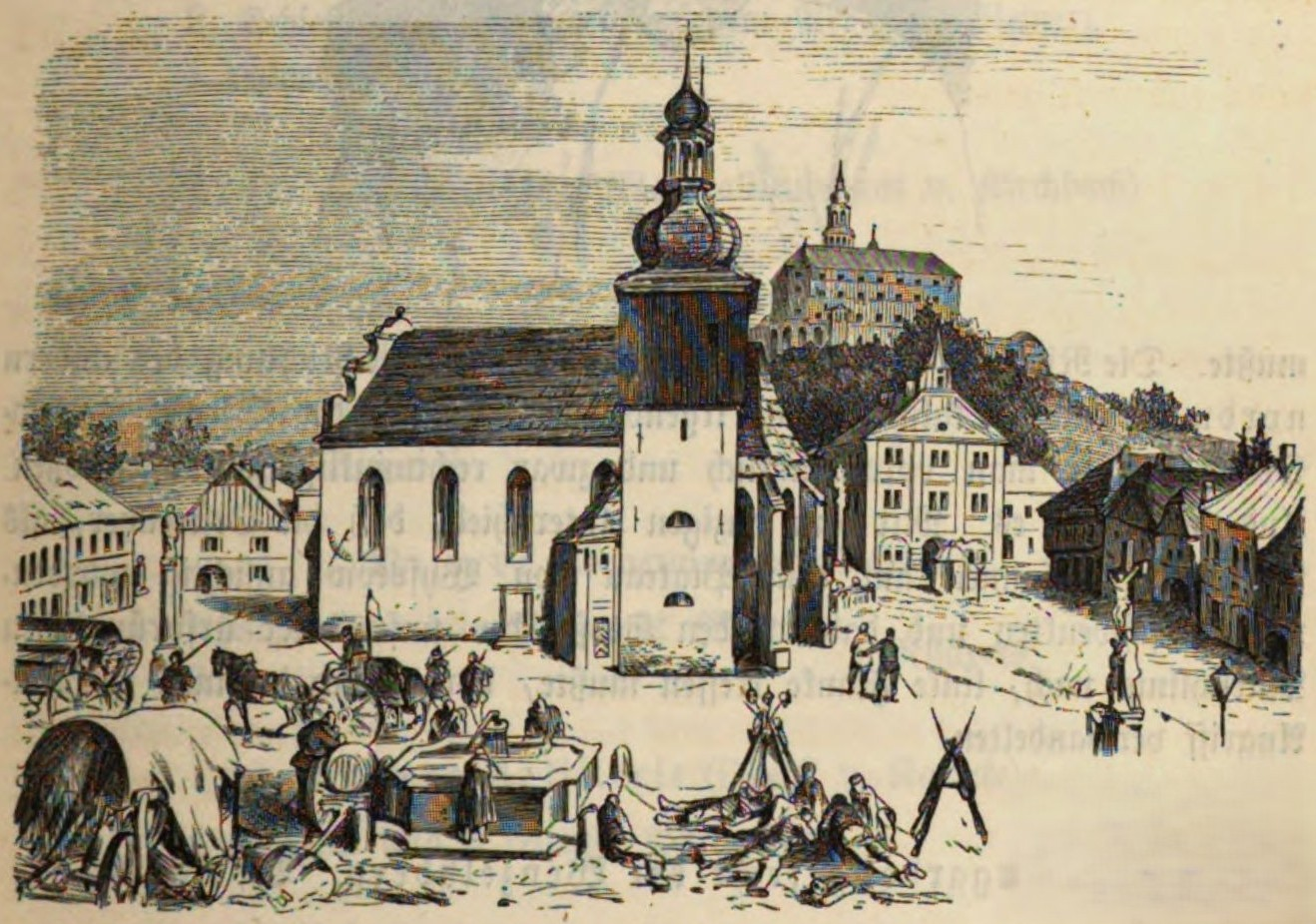
L'église et le château de Náchod durant la guerre de 1866.

## Population
Recensements (*) ou estimations de la population :
| 1869* | 1880* | 1890*  | 1900*  | 1910*  | 1921*  |
| ----- | ----- | ------ | ------ | ------ | ------ |
| 6 757 | 7 057 | 10 481 | 15 138 | 18 302 | 16 807 |

| 1930*  | 1950*  | 1961*  | 1970*  | 1980*  | 1991*  |
| ------ | ------ | ------ | ------ | ------ | ------ |
| 18 649 | 18 562 | 18 846 | 19 729 | 20 713 | 20 712 |

| 2001*  | 2011*  | 2016   | 2017   | 2018   | 2019   |
| ------ | ------ | ------ | ------ | ------ | ------ |
| 21 400 | 20 394 | 20 267 | 20 149 | 20 132 | 19 979 |

| 2020   | 2021*  | 2022   | 2023   | 2024   | 2025   |
| ------ | ------ | ------ | ------ | ------ | ------ |
| 19 897 | 19 061 | 19 220 | 19 936 | 20 036 | 19 827 |

## Patrimoine
La frontière et le commerce exigent rapidement une ville fortifiée et un château, plusieurs fois agrandi et rénové.
L'hôtel de ville est l'œuvre de Carlo Lurago, un architecte italien du XVIIe siècle.

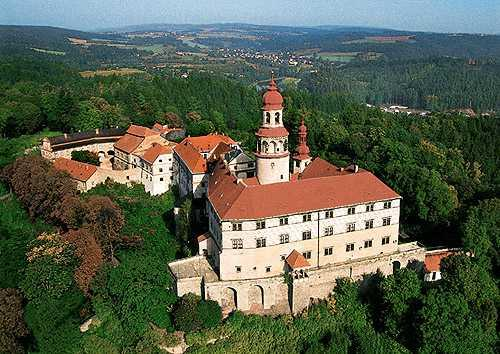
Château de Nachod.
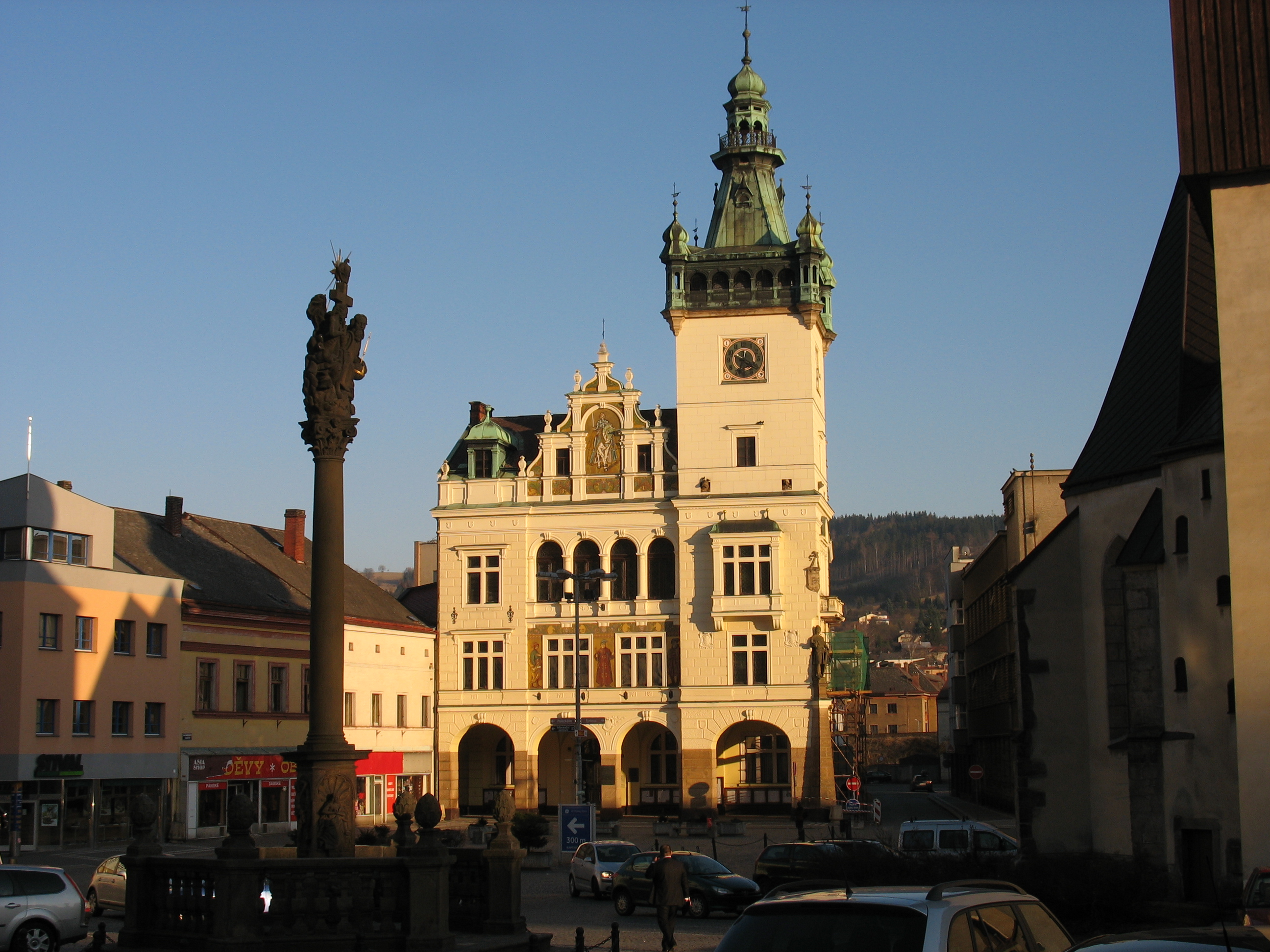
Hôtel de ville.

## Transports
Par la route, Náchod se trouve à 33 km de Trutnov, à 44 km de Hradec Králové et à 160 km de Prague.

## Personnalités
- Sláva Vorlová (1894-1973), compositrice tchèque
- Josef Škvorecký (1924-2012), écrivain
- Josef Tošovský (né en 1950), économiste et homme politique
- Vratislav Lokvenc (né en 1973), footballeur
- Vendula Frintová (née en 1983), triathlète

## Jumelages
- Kłodzko (Pologne)
- Halberstadt (Allemagne) depuis le 1er décembre 1998
- Bauska (Lettonie)